# Gasse (Schöllkrippen)

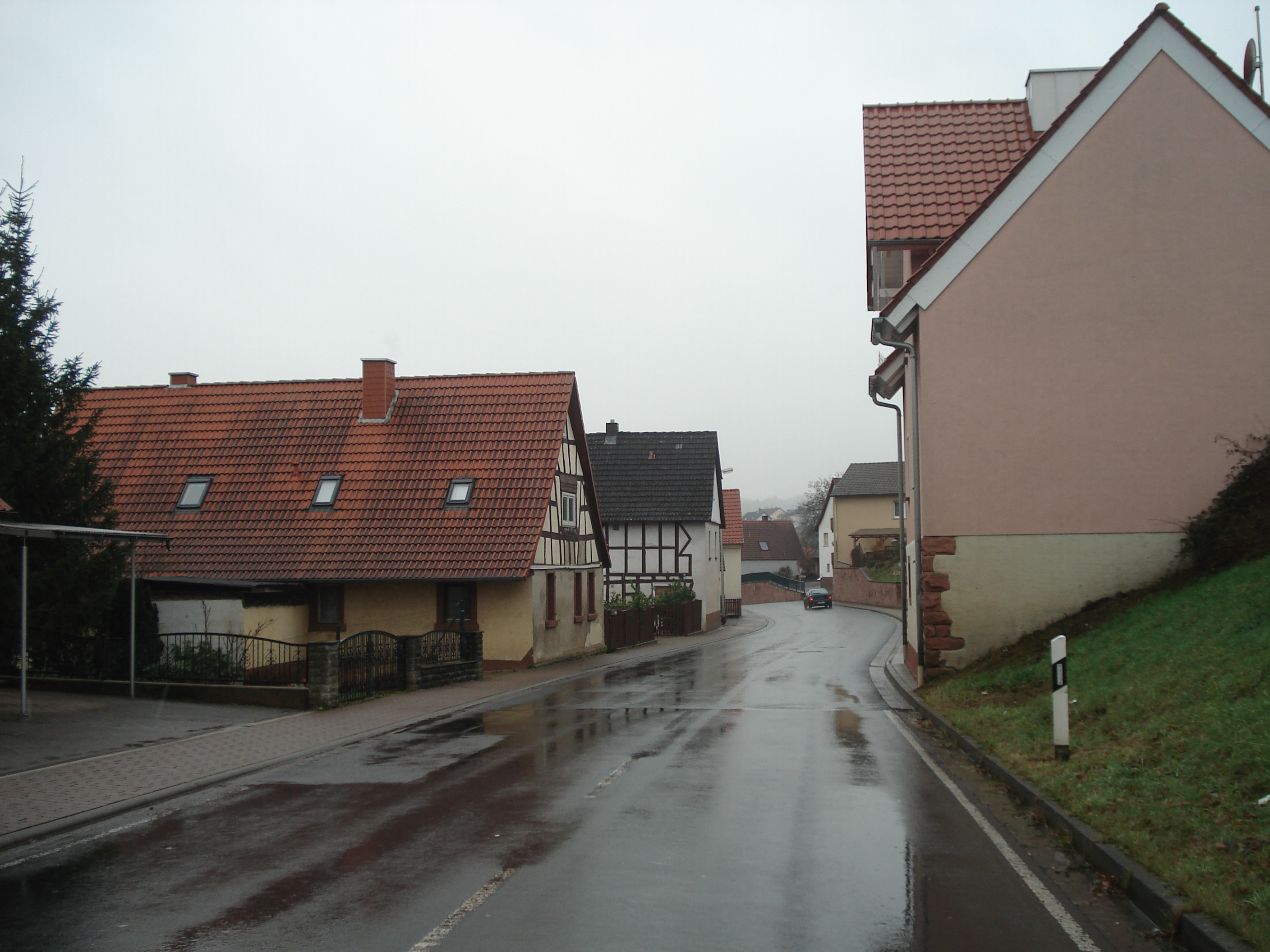
Ortsdurchfahrt von Gasse (St.2305)

Gasse war bis 1811 ein selbstständiger Ort im heutigen Landkreis Aschaffenburg im bayerischen Spessart. Es ist kein amtlich benannter Ortsteil.

## Geschichte
1666 übernahmen die Grafen von Schönborn das Gericht Krombach und kauften Mainz zahlreiche Orte, darunter auch Gasse, ab. Heute ist der Ort mit Schöllkrippen baulich verwachsen und der Name fast vollständig verschwunden. Gasse liegt an der heutigen Staatsstraße 2305 zwischen Schöllkrippen und Großlaudenbach rechts der Kahl. Der Ort hatte zum Zeitpunkt der Zusammenlegung mit Schöllkrippen etwa 100 Einwohner. In Gasse wurde die Kahl zum Betreiben der Gassenmühle genutzt.